# Чувекский сельсовет
Чувекский сельсовет  — административно-территориальная единица и муниципальное образование со статусом сельского поселения в Хивском районе Дагестана Российской Федерации.
Административный центр — село Чувек.

## Население
| 2002  | 2010  | 2012  | 2013  | 2014  | 2015  | 2016  |
| ----- | ----- | ----- | ----- | ----- | ----- | ----- |
| 1523  | ↗1718 | ↘1691 | ↘1644 | ↘1605 | ↘1600 | ↘1579 |
| 2017  | 2018  | 2019  | 2020  | 2021  | 2023  | 2024  |
| ↘1567 | ↘1542 | ↘1495 | ↘1486 | ↗1578 | ↗1592 | ↗1598 |

## Состав
| № | Населённый пункт | Тип населённого пункта       | Население |
| - | ---------------- | ---------------------------- | --------- |
| 1 | Куштиль          | село                         | ↘921      |
| 2 | Чувек            | село, административный центр | ↘657      |

## Местное самоуправление
Глава сельсовета — Мазов Айдабег Алимагомедович.